# Piper macedoi
Piper macedoi är en pepparväxtart som beskrevs av Truman George Yuncker. Piper macedoi ingår i släktet Piper och familjen pepparväxter. Inga underarter finns listade i Catalogue of Life.